# Ichneumon anningae
Ichneumon anningae is een vliesvleugelig insect (orde Hymenoptera) uit de familie van de gewone sluipwespen (Ichneumonidae). De wetenschappelijke naam van de soort werd door Rebecca Kittel in 2016 gepubliceerd als nomen novum voor Ichneumon varius Cuvier, 1833, een naam die in 1763 door Erik Pontoppidan al was vergeven aan een andere soort in hetzelfde geslacht. De naam eert Mary Anning (1799–1847), een Brits natuurkenner en paleontologe.